# Nagy Erzsébet (újságíró)
Nagy Erzsébet (Kaposvár, 1927. április 13. – Budapest, 2008. január 29.) magyar újságíró, műfordító, a Történelmi Igazságtétel Bizottság alapítója és vezetője, az édesapja emlékét őrző Nagy Imre Alapítvány létrehozója.

## Élete és munkássága
Nagy Imre mártír miniszterelnök leánya. Hároméves korától a Szovjetunióban élt családjával, több éven keresztül szibériai kitelepítettként. Moszkvában érettségizett. 1945-ben tért haza családjával. A Külügyminisztériumban, később a Földművelésügyi Minisztériumban kapott állást, majd a Kulturális Kapcsolatok Intézetében dolgozott. 1952–55 között a Vengrija–Hungary című orosz nyelvű havilapot szerkesztette, innen politikai okok miatt eltávolították, ezután az Akadémiai Kiadónál vállalt munkát.
Az 1956-os forradalom és szabadságharc leverésekor, 1956. november 4-én családjával: szüleivel, férjével és gyermekeivel (ifj. Jánosi Ferenc és Jánosi Katalin) együtt Jugoszlávia budapesti nagykövetségén kapott menedékjogot, november 22-én innen kicsalták és deportálták a többi 1956-os vezető politikussal együtt Romániába, Snagovba, majd Piteştibe és Călimăneştibe. Édesapját 1958. június 16-án kivégezték Budapesten. Férjét, Jánosi Ferencet nyolc év börtönre ítélték.
Nagy Erzsébet 1958-ban térhetett vissza Budapestre, de ekkorra otthonát már elkobozták. Férje 1968-ban, édesanyja 1978-ban halt meg. A Kádár-rendszerben Nagy Erzsébet munkahelyeit, tevékenységét szigorúan felügyelték. Nagy Imre és mártírtársai halálának 29. évfordulójáról magánlakáson emlékeztek meg, Nagy Erzsébet ekkori üzenete a demokratikus átalakulásért küzdő fiatalokhoz a Beszélő c. szamizdat lapon keresztül jutott el.
1982-ben Vészi János  (1927–2003) újságíróhoz és pedagógiai íróhoz ment feleségül. 1983–1991 között a Hungarian Digest Revue de Hongrie c. angol és francia nyelvű folyóirat egyik szerkesztőjeként dolgozott. A rendszerváltás után tevékenyen részt vett a politikai közéletben. 1988-tól egyik megalapítója és vezetője lett a Történelmi Igazságtétel Bizottságnak, ennek vezetéséről 1992-ben mondott le a TIB jobbratolódása miatt. A Nagy Imre Alapítványt 1989-ben hozta létre férjével, Vészi Jánossal együtt, ezen alapítvány célja a mártír miniszterelnök emlékének és gondolatainak a megőrzése, politikai és tudományos munkáinak kiadása. Az alapítvány elnöke Vészi János (1927-2003), majd az ő halála után Nagy Erzsébet lett. Nagy Erzsébet sokat tett mind külföldön, mind hazánkban az 1956-os forradalom és szabadságharc elismertetéséért, és Nagy Imre miniszterelnöknek és mártírtársainak rehabilitációjáért, végtisztességük megadásáért és megbecsülésükért. 2002-ben a Magyar Köztársasági Érdemrend középkeresztje a csillaggal kitüntetésben részesült.

## Szervezeti tagság
- Magyar Újságírók Országos Szövetsége (MÚOSZ) örökös tagja
- Történelmi Igazságtétel Bizottság (TIB) alapítója és elnöke
- Nagy Imre Alapítvány létrehozója[4]